# 逼近误差

利用泰勒公式（粉色）的首四項逼近正弦函数（蓝色）

在数值分析这个数学分支中，逼近误差是近似值与真实值之间的差别。以下因素可能会导致逼近误差的出现
- 仪器精度不够导致测量结果不够精确
- 使用近似值而不是真实值，如使用 3.14 及 2.718 表示 π 及 e
- 以有限的數字表示無理數
- 以有限的項表示無窮數列
  - 例如，以泰勒公式把正弦函數展開到七階（首四項）

{\displaystyle {\begin{aligned}\sin x&=\sum _{n=0}^{\infty }{\frac {(-1)^{n}}{(2n+1)!}}x^{2n+1}\\[8pt]&=x-{\frac {x^{3}}{3!}}+{\frac {x^{5}}{5!}}-{\frac {x^{7}}{7!}}+\cdots \\[6mu]\end{aligned}}}
逼近误差通常分为相对误差与绝对误差。数值分析中的算法数值稳定性表示误差如何在算法中传播。

## 定义
假设有一个值 a 以及它的近似值 b，那么绝对误差就是
{\displaystyle \epsilon =|a-b|\,}
相对误差是
{\displaystyle \eta ={\frac {|a-b|}{|a|}}}
百分误差是
{\displaystyle \delta ={\frac {|a-b|}{|a|}}\times {}100\%}
其中竖线表示绝对值，a 表示真值，b 表示 a 的近似值。